# Пушкарёв, Василий Евгеньевич
Василий Евгеньевич Пушкарёв (род. 4 апреля 2002 года) - российский пловец в ластах.

## Карьера
Свои первые шаги в плаванью в ластах он делал в Киселевске. Первым тренером Василия была Мустафина Гюльнара Мянняфовна.  Сейчас Василий занимается подводным плаванием в томской ДЮСШ УСЦ ВВС им. В.А. Шевелева. В настоящее время он тренируется у А.Ю. Сильванович и А.Г. Жидковой.
Чемпион России и победитель Кубка России.
На домашнем чемпионате мира в 2021 году в составе российской четвёрки на дистанции 4х100 метров поднялся на верхнюю ступень пьедестала.